# جورج پودبرادی
جورج کونشات و پودبرادی (زاده ۲۳ آوریل ۱۴۲۰ –درگذشت ۲۲ مارس ۱۴۷۱)، همچنین به عنوان پودبراد یا پودیبراد (چکی: Jiří z Poděbrad شناخته می‌شود؛ به آلمانی: Georg von Podiebrad) شانزدهمین پادشاه بوهم بود که بین سال‌های ۱۴۵۸–۱۴۷۱ حکومت کرد. او رهبر هوسی‌ها بود، اما نسبت به مذهب کاتولیک میانه‌رو و بردبار بود. حکومت او با تلاش‌های فراوان برای حفظ صلح و مدارا بین هوسی‌ها و کاتولیک‌ها در تاج مذهبی بوهمیا مشخص شد - از این رو لقب معاصر او: «پادشاه دو قوم» (به چکی: král dvojího lidu) و «دوست صلح» (přítel míru).
در طول سده نوزدهم، در دوره به اصطلاح احیای ملی چک، او به عنوان آخرین پادشاه ملی چک (از نظر آگاهی قومی)، یک سیاستمدار بزرگ و یک مبارز شجاع در برابر سلطه کلیسای کاتولیک شروع به ستایش (حتی تا حدودی ایده‌آل) کرد. در دوران امروزه، از او بیشتر به خاطر ایده و تلاشش برای ایجاد نهادهای مشترک مسیحی اروپایی یاد می‌شود ، که اکنون به عنوان یک دیدگاه تاریخی اولیه از وحدت اروپا در نظر گرفته می‌شود.

## میراث
میدان بزرگ Jiřího z Poděbrad در پراگ ۳ با ایستگاه متروی همنام نزدیک به نام او نامگذاری شده است. میدان‌های دیگری که به نام او نامگذاری شده‌اند در استراوا، هوریسه، توژیم، رژونیتسه، کونشتات یا نووی کنین هستند.
در سال ۱۸۹۶، مجسمه سوارکاری پادشاه جورج که توسط بوهوسلاو شنیرچ مجسمه‌سازی شده بود در پودبرادی ساخته شد.
در طول جنگ جهانی اول، در اوایل سال ۱۹۱۷، دومین هنگ تفنگ چکسلواکی از لژیون‌های چکسلواکی در روسیه تشکیل شد و به نام پادشاه جورج نامگذاری شد.

## ازدواج و فرزندان
در سال ۱۴۴۰ با کونیگوند از استرنبرگ ازدواج کرد. آنها دارای فرزندان زیر بودند:
1. بوچک (۱۵ ژوئیه ۱۴۴۲ – ۲۸ سپتامبر ۱۴۹۶)
2. ویکتور (۲۹ مه ۱۴۴۳ – ۳۰ اوت ۱۵۰۰)، شاهزاده امپراتوری، دوک مونستربرگ و اوپاوا و کنت کلادسکو. متأهل با ۱. مارگارت پتاچک؛ ۲. سوفی پیاست سیلسیایی؛ ۳. هلن مارگارت پالایولوژینا، دختر جان چهارم، مارکس مونفرات.
3. باربارا (۱۴۴۶–۱۴۶۹)، اولاً با هانری لیپا و ثانیاً با جان رونوف ازدواج کرد.
4. هنری بزرگ (۱۴۴۸–۱۴۹۸)، با اورسولا براندنبورگ، دختر آلبرت سوم، مارگراف براندنبورگ ازدواج کرد.
5. کاترینا (۱۱ نوامبر ۱۴۴۹ – ۸ مارس ۱۴۶۴)، دوقلوی سیدونی، با ماتیاس کوروینوس مجارستانی ازدواج کرد، اما جوان درگذشت.
6. سیدونی (۱۱ نوامبر ۱۴۴۹ – ۱ فوریه ۱۵۱۰)، دوقلو کاترینا، به نام زدنکا، با آلبرت سوم، دوک ساکسونی ازدواج کرد.

پس از مرگ کونیگونده در سال ۱۴۴۹، با یوهانا روژمیتال در سال ۱۴۵۰ ازدواج کرد و صاحب فرزندان زیر شدند:
1. هنری جوان (۱۸ مه ۱۴۵۲ – ۱ ژوئیه ۱۴۹۲) با کاترین، دختر ویلیام سوم، دوک ساکسونی ازدواج کرد.
2. فردریک (۱۴۵۳–۱۴۵۸)
3. اگنس؟، اعتقاد بر این است که در والاچیا ازدواج کرده است
4. لودمیلا (۱۶ اکتبر ۱۴۵۶ – ۲۰ ژانویه ۱۵۰۳)، با فردریک اول لیگنیتز ازدواج کرد.